# Липов (Михайловский район)
Липов — упразднённый хутор на территории Михайловского района Волгоградской области России. Ныне урочище на территории муниципального округа город Михайловка Волгоградской области России.

## Название
Ойконим восходит к гидрониму,  балки Липовой в бассейне реки Тишанка протяженностью около 20 верст, которая лежала в 2-х верстах к северо-востоку от хутора. На карте 1830 года указано, что эта балка была в то время речкой Липовой длиной около 6 верст.

## География
Расположено урочище в северо-западной части области, в лесостепи, в пределах Приволжской возвышенности, являющейся частью Восточно-Европейской равнины.

## История
Хутор Липов в 1-2 двора показан на карте Шуберта 1860 года.
Указом Президиума Верховного Совета РСФСР от 22 мая 1944 года № 619/11  х. Липов был перечислен из состава Калининского района в состав Михайловского; он выходил из подчинения Большемедведевскому сельскому совету и переходил в подчинение Себровскому.
В 1954 году (с 24 июня) Себровский сельский совет вошел в состав Сидорского сельского Совета Михайловского района Сталинградской области, куда переведен хутор.
Решением Волгоградского облисполкома от 12 августа 1987 года №8/188 хутор Липов был исключен из учета данных.